# Palaemnema
Palaemnema är ett släkte av trollsländor. Palaemnema ingår i familjen Platystictidae.

## Dottertaxa tillPalaemnema, i alfabetisk ordning[1]
- Palaemnema abbreviata
- Palaemnema angelina
- Palaemnema apicalis
- Palaemnema azupizui
- Palaemnema baltodanoi
- Palaemnema bilobulata
- Palaemnema brevignoni
- Palaemnema brucei
- Palaemnema brucelli
- Palaemnema carmelita
- Palaemnema chiriquita
- Palaemnema clementia
- Palaemnema collaris
- Palaemnema croceicauda
- Palaemnema cyclohamulata
- Palaemnema dentata
- Palaemnema desiderata
- Palaemnema distadens
- Palaemnema domina
- Palaemnema edmondi
- Palaemnema gigantula
- Palaemnema joanetta
- Palaemnema lorena
- Palaemnema martini
- Palaemnema melanocauda
- Palaemnema melanostigma
- Palaemnema melanota
- Palaemnema melanura
- Palaemnema mutans
- Palaemnema nathalia
- Palaemnema orientalis
- Palaemnema paulicaxa
- Palaemnema paulicoba
- Palaemnema paulina
- Palaemnema paulirica
- Palaemnema paulitaba
- Palaemnema paulitoyaca
- Palaemnema peruviana
- Palaemnema picicaudata
- Palaemnema reventazoni
- Palaemnema spinulata
- Palaemnema tepuica